# Beatmania IIDX 30 RESIDENT
beatmania IIDX 30 RESIDENT는 리듬게임 beatmania IIDX 시리즈의 30번째(beatmania IIDX substream 포함 시 31번째) 작품으로 CastHour의 후속작이다.
2022년 8월 5일에서 8월 7일까지 GAME실크햇 가와사키다이스점에서 로케 테스트가 개최되었으며, 2022년 10월 19일에 한국과 일본이 동시에 정식 발매되었다. 미국은 1주일 늦은 10월 26일부터 가동되었다.
이번 작의 이미지 캐릭터는 시로, 에레키, 아메토, 히메루이고, 시스템 보이스는 시로 역의 미도리카와 히카루와 아메토 역의 타무라 유카리이다.